# Église Saint-Firmin de Firminy
Pour les articles homonymes, voir Saint-Firmin.
L’église Saint-Firmin se situe au centre de Firminy sur la place du Breuil, à proximité de la mairie de Firminy.

## L'histoire de l’église
Il existait une ancienne église paroissiale Notre-Dame située place du marché. Elle fut démolie en 1856-1857.
Le projet d'une nouvelle église résulte de la taille manifestement insuffisante de l'ancienne. Le 17 août 1853 le conseil municipal juge impossible l'agrandissement de l'église Notre-Dame et décide que la place du Breuil sera la place destinée à la nouvelle église.
L’église fut construite en 4 ans de 1855 à 1859 et elle a été officiellement livrée au culte le 15 août 1860. Mais l’église n’ayant pas de clocher c'est celui de l’ancienne église ou prieuré Saint-Pierre qui fut utilisé jusqu’en 1938 date à laquelle un clocher de cinq cloches a été construit sur l’église Saint-Firmin.
Georges Dard, cartophile, écrit dans son ouvrage Firminy autrefois en cartes postales, (2008) :

« L'église Saint-Firmin fut construite pour remplacer l'église Notre-Dame située en haut de la place du Marché et qui venait d'être démolie vers 1856-1857. C'est ce qu'indique le registre de catholicité de la paroisse Saint-Firmin à la date du 7 juin 1857 à la rubrique : « Bénédiction et pose de la pierre angulaire et primaire de l'église nouvelle ». L'église Saint-Firmin fut l'œuvre de deux hommes : Camille de Chambarlhac (le maire de Firminy) et l'abbé Clavelloux, alors vicaire. [Cette église] est de style néo-gothique. L'architecte s'appelait Desjardins. »

Elle est sous le patronage du 3e saint de Firminy : l'évêque Saint Firmin. L'entrée de l'église donne la perspective de la place du Breuil, place qui était bordée au début du XXe siècle d'une double rangée d'arbres de chaque côté. Un kiosque à musique trônait devant l'église, il était « surmonté d'un instrument de musique : une lyre, symbole de la musique. » Des marchands forains s'y réunissaient.
A Firminy, avant que les "salles de cinéma" soient créées, les premières séances de cinéma furent données dans une roulotte du "Cinématographe" au début du XXe siècle.
En mars 1938 fut inauguré le clocher en béton sous la présidence du cardinal Gerlier, archevêque de Lyon. « Les 5 cloches furent baptisées : Dux (guide) - Lex (loi) - Lux (lumière) - Pax (paix) - Vox (voix). »

## Description

### L'extérieur
L'église, orientée au sud possède un plan à croix latine. Sa longueur totale est de 54 m et sa largeur totale de 16 m. Jusqu'au transept la nef se compose de six travées.
L'église est précédée d'un escalier de 36 marches occupant toute sa largeur. Les deux clochers prévus initialement ne sont pas réalisés. Sur proposition, en 1937, de l'architecte Clermont Virotte un clocher est réalisé, en béton, à la croisée des transepts et de la nef.

### L’église, exemple de l’art religieux duXIXesiècle
L’église Saint-Firmin est un exemple de l’art religieux du XIXe siècle. En effet, elle a conservé son mobilier et ses vitraux d’origine. Elle possède un orgue réalisé en 1904 par la manufacture Charles Michel - Merklin. Inscrit à l’inventaire supplémentaire des monuments historiques, il n’a subi aucune modification depuis sa construction. Très empoussiéré, il demeure un témoin majeur de la facture d’orgue française et lyonnaise particulièrement de la fin XIXe - début XXe siècle. On peut l’entendre lors des offices, concerts ou par des enregistrements audio-visuels présents sur internet.
Au travers de cartes postales, l'intérieur de l'église au début des années 1900 est consultable dans le livre Firminy autrefois en cartes postales de Georges Dard.

## Principale source utilisée
- Georges Dard, Firminy autrefois en cartes postales, Firminy, Firm’Imprim, 2008, 905 p.  : document utilisé comme source pour la rédaction de cet article.